# Billiards Simulator
Billiards Simulator est un simulateur de billard français édité en 1989 par Infogrames pour ERE Informatique.

## Histoire
L'algorithmique de ce jeu est issue du projet de maîtrise informatique de Laurent-Pierre Gilliard et  Olivier Vayssettes. Rejoints par Frédéric Autechaud (graphisme, interface) et Philippe Rulleau (codage, affichage), les quatre décident de proposer un produit jouable sur Amiga.
Au printemps 1988, l'équipe de développement rencontre Philippe Ulrich chez Ere Informatique et établit un contrat d'édition. Ere Informatique est « avalé » par Infogrames mais le projet d'édition reste inchangé. C'est donc sous la marque Infogrames, que Billiards Simulator sera publié en 1989, après développement des versions MS-DOS et Atari ST.

## Spécificités
Le noyau physique du jeu est capable d'exécuter la plus grande partie des « coups à plat » du billard acrobatique. En jeu contre l'ordinateur, ce noyau est d'une telle puissance qu'il parvient à jouer gagnant dans près de 99 % des cas. Pour conserver de l’intérêt au jeu, les développeurs ont établi un générateur d'erreurs qui dénature la solution de tir à hauteur de 50 % des cas.

## Presse
Le jeu a été présenté en "Zoom" dans Joystick Hebdo numéro 1 du 9 novembre 1988 page 24 sous le nom provisoire de "Simulator One" avant sa sortie. 